# Statère d'or égyptien

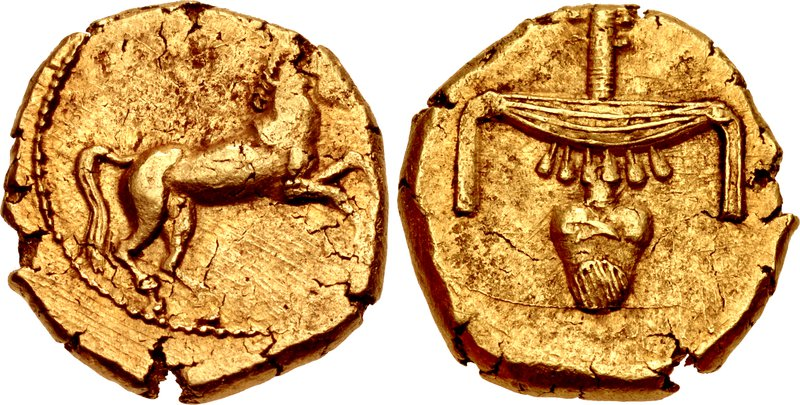
Statère d'or de Nectanébo II : revers avec les hiéroglyphes nfr-nb.

Le statère d'or égyptien (nfr-nb, « Nefer-noub », signifiant « or fin ») est la première pièce frappée dans l'Égypte antique, vers 360 avant J.-C., sous le règne du pharaon Téos de la XXXe dynastie.

## Sous Téos
Téos a introduit le statère d'or pour payer les salaires des mercenaires grecs qui étaient à son service :
- le statère d'or du même poids qu'une darique perse (environ 8,42 grammes), avec une chouette à gauche, sur le modèle athénien, et un papyrus à droite.
- le statère d'or en tétradrachme, avec une chouette à gauche et un rameau d'olivier à droite, avec l'inscription démotique "Teos.... Pharaon".

## SousNectanéboII
Le successeur de Téos, Nectanébo II, conserve cette pratique, tout en frappant ses propres statères d'or :
- le statère d'or sous forme de darique d'environ 8,42 grammes, avec à l'avers un cheval cabré à droite[1] et au revers les hiéroglyphes nfr-nb (or fin).
- un petit statère d'or (d'environ 2,56 grammes, de diamètre 14-15 mm), avec une image probable d'une gazelle bondissante. Son attribution à Nectanébo II n'est toutefois pas confirmée.